# Edward Conway, II visconte di Conway
Edward Conway (1594 – Lione, 26 giugno 1655) è stato un nobile, politico, militare bibliofilo inglese, partecipò all'Assemblea di Westminster, fu parlamentare per il borough di Warwick tra il 1624 ed il 1625 e per quello di Yarmouth tra il 1626 ed il 1628.

## Biografia
Figlio maggiore di Edward Conway, I visconte di Conway e di sua moglie Dorothy Tracy, non ne conosciamo la data precisa di nascita, ma si possiede la data di registrazione del suo battesimo, indicato nel giorno 10 agosto 1594. Si immatricolò al The Queen's College dell'Università di Oxford il 3 maggio 1611, apprese probabilmente i rudimenti dell'arte della guerra dal suo parente acquisito Horace Vere, I barone Vere di Tilbury, comandante militare durante la Guerra dei sette anni e poi nella Guerra dei Trent'Anni, con il quale Edward prestò successivamente servizio nel 1614. Fu nominato cavaliere il 25 marzo 1618 e nel 1621 sposò Frances Popham, figlia di Sir Francis Popham di Littlecote nel Wiltshire, militare e possidente terriero.

Nel 1624 venne eletto per volontà di suo zio, Fulke Conway, membro del Parlamento inglese per il collegio elettorale di Warwick, con l'unico scopo di ottenere l'immunità che gli avrebbe permesso di evitare l'arresto per il forte indebitamento accumulato. Nell'estate del 1624 prestò servizio come comandante in seconda nel contingente di Lord Willoughby nei Paesi Bassi insieme al fratello minore Thomas. Nel 1625 partì da Plymouth per partecipare alla Spedizione di Cadice, nella quale venne accompagnato dallo storico e letterato Sir John Eliot. Grazie all'influenza paterna sul territorio dell'Isola di Wight, nel 1626 tornò in Parlamento come rappresentante del collegio elettorale di Yarmouth.

Nel 1627 venne ferito durante la battaglia per la presa dell'isola di Ré, dove era alla guida di 4.000 soldati, ma riuscì a riprendere le forze in tempo per guidare un nuovo attacco con successo alla fine della campagna militare. Grazie all'amicizia ed alla stima ottenuta da George Villiers, I duca di Buckingham, ottenne il suo ingresso a Corte come gentiluomo. Nel 1628, suo padre lo nominò per la carica di rappresentante parlamentare di Newport, ma venne questa volta venne rifiutata dal Parlamento. Entrò allo a far parte della Camera dei Lord, per diritto ereditario. In questo stesso periodo suo padre venne nominato Conte di Conway e Visconte di Killultagh, carica a cui gli succedette Edward dopo la sua morte, avvenuta il 3 gennaio 1631.

Nel 1629, alla morte di suo zio, Fulke Conway, si trasferì a Lisburn, nell'Irlanda del Nord, dove soggiornò fino al 1635, quando partì per un incarico per conto della Marina militare inglese a bordo della nave da guerra Merhonour, considerata una delle navi più veloci della flotta navale inglese. Fece ritorno a Lisburn nel 1639, ed in questo stesso periodo, per gravi difficoltà economiche, affittò gran parte delle proprietà di famiglia nel Warwickshire in favore di Robert Greville, II barone di Brooke.

Il 17 giugno 1637 venne promosso come membro del King’s Council of War, sia per le sue rinomate doti di cavallerizzo, ma anche per l'intercessione del Presidente del King's Council, Algernon Percy, X conte di Northumberland. Nel gennaio del 1639 venne nominato General of the Horse, nomina che trovò una forte opposizione e malcontento nell'entourage militare inglese. Queste reazioni negative trovarono conferma quando, nel 1640 guidò in qualità di comandante le truppe di Carlo I alla battaglia di Newburn dove subì una pesante sconfitta da parte delle forze scozzesi. Nonostante fosse costretto a rassegnare le dimissioni dal suo incarico militare nell'aprile del 1641, venne nominato membro del Consiglio Privato d'Irlanda in qualità di Maresciallo d'Irlanda e Governatore di Londonderry e venne incaricato di partecipare all'Assemblea di Westminster come membro laico e rappresentante della nobiltà inglese tra il 1643 ed il 1649. Nel 1641 riuscì a sopprimere un tentativo di rivolta da parte degli indipendentisti irlandesi. Nel 1643 fece ritorno a Londra dove, nonostante si fosse inizialmente schierato dalla parte dei Parlamentari nel conflitto con Carlo I, e nonostante sua sorella Lady Brilliana Harley fosse diventata una figura di spicco nel movimento parlamentarista, Conway subì tuttavia un breve periodo di carcerazione per essere stato implicato nel cosiddetto Complotto di Edmund Waller nel quale alcuni parlamentari leali al sovrano progettarono di ottenere il controllo di Londra in nome di Carlo I. Quando venne rilasciato nel mese di luglio del 1643, si trasferì ad Oxford dove per alcuni mesi si adoperò per sostenere la causa realista.

Così come suo padre, anche Edward Conway era un grande appassionato di letteratura inglese ed aveva stretto durevoli amicizie con alcuni importanti letterati dell'epoca, come Sir John Beaumont, John Denham, William Davenant, Michael Drayton, John Donne il Giovane ed il poeta John Suckling. Nel 1643 la sua libreria londinese venne catalogata per essere requisita con un provvedimento del Committee for Compounding with Delinquents, istituito durante la Guerra civile inglese con l'incarico di porre sotto sequestro tutti i beni dei perseguiti con l'accusa di aver sostenuto la causa di Carlo I. Dalla lista di sequestro emerge un archivio di più di 5.000 volumi, molti dei quali, durante la sua prigionia ed il suo soggiorno ad Oxford, vennero protetti grazie alla presa in custodia di suo cognato, Sir Robert Harley, allora Sovrintendente alla Zecca.

Con l'avanzare dell'età Conway si ammalò di calcoli alla cistifellea, gotta e calcoli e a partire dal 1652 fu colto da una grave sordità. Nei successivi dieci anni visse a stretto contatto con Algernon Percy, X conte di Northumberland, dando luogo a numerose dicerie al punto che il poeta Edmund Waller, in uno dei suoi componimenti definisce Conway "Consorte [Di Northumberland] ed amico di corsetto, Partroclus Conaway". In quell'epoca, l'appellativo di Patroclo, leggendario amico di Achille, era sinonimo di omosessuale.

Nei suoi ultimi anni di vita, Conway si dedicò ai viaggi oltremanica, raggiungendo Anversa nel 1654, e la Francia dove morì, probabilmente a Lione a seguito di un infarto. La presenza in Francia di Conway può essere spiegata anche dal fatto che questa terra era diventata in quegli anni meta d'esilio per molti sostenitori di Carlo I, tra i quali si possono annoverare alcune delle sue amicizie più importanti, come Sir William Bowyer, I baronetto di Denham, Edmund Waller e Sir Robert Killigrew, e quindi poteva avere anche implicazioni più espressamente politiche piuttosto che personali.

Suo figlio Edward Conway, I conte di Conway, ereditò i titoli e le proprietà paterne, e servì come Segretario di Stato dal 1681 al 1683; sua moglie fu la celebre pensatrice Anne Conway appartenente alla Scuola Platonica di Cambridge.